# Almodis van La Marche (1020-1071)
Almodis van La Marche (1020 - 17 november 1071) was de dochter van Bernard I, graaf van La Marche en Amelia van Rasès.

## Leven

### Huwelijk met Hugo V van Lusignan (ca. 1038-1040)
Ze huwde omstreeks 1038 met Hugo V van Lusignan, met wie ze twee zonen en een dochter had:
- Hugo VI van Lusignan (circa 1039 - 1102)
- Jordan van Lusignan
- Melisende van Lusignan ∞ voor 1074 Simon I, burggraaf van Parthenay

Het huwelijk van Hugo met Almodis werd wegens te nauwe bloedverwantschap ontbonden.

### Huwelijk met Pons van Toulouse (1040-1053)
Hugo arrangeerde rond 1040 voor zijn vrouw een huwelijk met Pons, graaf van Toulouse. Met hem had Almodis meerdere kinderen:
- Willem IV, graaf van Toulouse, overleden in 1094
- Raymond van Saint-Gilles, overleden in 1105, graaf van Toulouse en graaf van Tripolis
- Hugo, in 1063 geattesteerd
- Almodis, in 1079/1132 geattesteerd, de latere echtgenote van Peter, graaf van Melgueil, overleden na 1085

#### Geschaakt door Raymond Berengarius I van Barcelona (1053/1054)
In juni 1053 was ze nog Pons' echtgenote, maar kort daarop werd ze door Raymond Berengarius I, graaf van Barcelona, met hulp van de vloot van zijn moslimbondgenoot, de emir van Tortosa, die haar tijdens een oponthoud in Narbonne gevangen nam, ontvoerd. In andere bronnen vinden we echter dat het juist Almodis zou zijn geweest die Raymond Berengarius I zou hebben verleid.

### Huwelijk met Raymond Berengarius I van Barcelona (1054-1071)
Raymond Berengarius huwde vervolgens met haar, hoewel beiden reeds waren getrouwd. Reeds in het volgende jaar wordt het paar in een document met hun tweelingszonen geattesteerd. Paus Victor II excommuniceerde Almodis en Raymond Berengarius in 1056 wegens dit huwelijk. Het paar kreeg vier kinderen:
- Raymond Berengarius II, graaf van Barcelona 1076–1082
- Berengarius Raymond II, graaf van Barcelona 1082–1096
- Inés, de latere echtgenote van Guigues III, eerste graaf van Viennois (Huis Albon)
- Sancha, de latere echtgenote van Willem Raymond, graaf van Cerdanya

Ondanks deze omstandigheden hield Almodis contact met haar kinderen en ook haar voormalige echtgenoten. In 1066/1067 reisde ze naar Toulouse voor het huwelijk van haar dochter Almodis. Enkele jaren tevoren, in 1060, was haar eerste echtgenoot Hugo V van Lusignan tegen zijn leenheer, Willem VIII, hertog van Aquitanië, opgestaan, om Almodis' zoon uit haar tweede huwelijk, Willem IV van Toulouse, te ondersteunen.

### Vermoord door haar stiefzoon (1071)
Haar derde echtgenoot had uit een vorig huwelijk een zoon en erfgenaam, Peter Raymond (Pere Ramon). Deze wantrouwde Almodis en haar invloed op zijn vader en was ervan overtuigd, dat ze trachtte hem ten gunste van haar eigen zonen te verdringen. Vanuit deze motieven zou hij haar uiteindelijk vermoorden. Voor deze misdaad werd Peter Raymond onterfd en uit Catalonië verbannen.